# NGC 1022

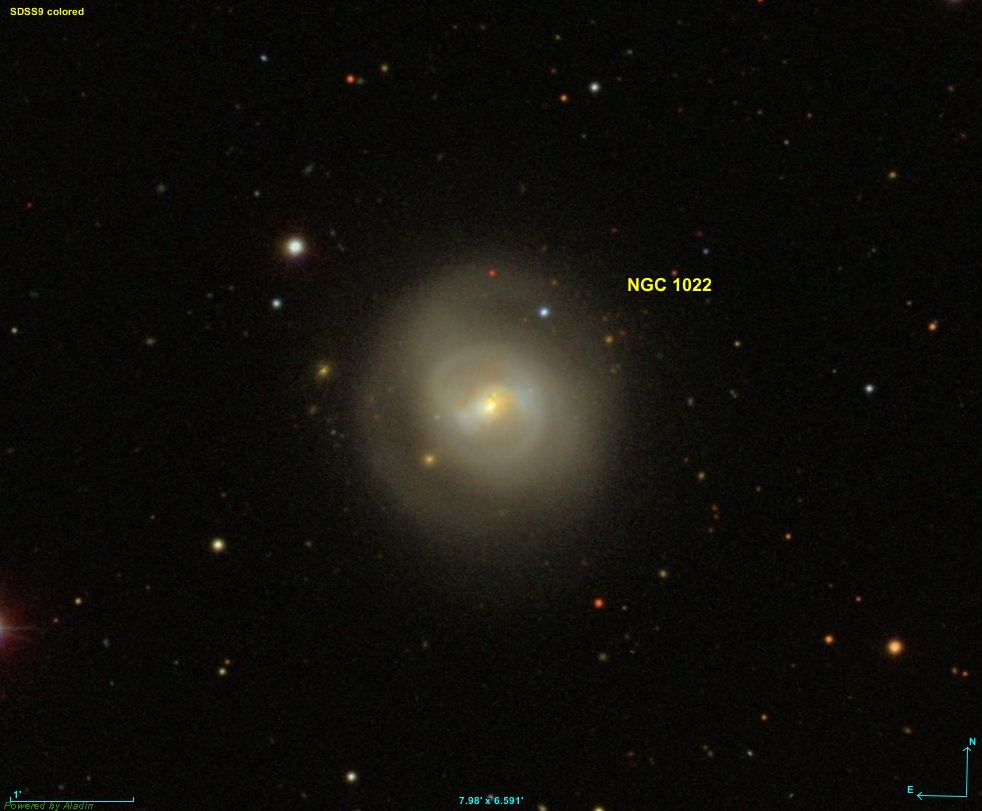
NGC 1022 SDSS

NGC 1022 é uma galáxia espiral barrada (SBa) localizada na direcção da constelação de Cetus. Possui uma declinação de -06° 40' 39" e uma ascensão recta de 2 horas, 38 minutos e 32,5 segundos.
A galáxia NGC 1022 foi descoberta em 10 de Setembro de 1785 por William Herschel.